# (29106) 1981 EL25
A (29106) 1981 EL25 a Naprendszer kisbolygóövében található aszteroida. Schelte J. Bus fedezte fel 1981. március 2-án.